# Villalmanzo
Villalmanzo est une commune d'Espagne dans la communauté autonome de Castille-et-León, province de Burgos. Elle s'étend sur 23,91 km2 et comptait environ 465 habitants en 2011.